# Huwag Kang Mangamba
Huwag Kang Mangamba es una serie de televisión Filipina transmitida por Kapamilya Channel desde el 22 de marzo hasta el 12 de noviembre de 2021. Está protagonizada por Andrea Brillantes, Francine Diaz, Seth Fedelin y Kyle Echarri.

## Elenco

### Reparto principal
- Andrea Brillantes[1] como Mira Cruz
- Francine Díaz[1] como Joy C. Cordero
- Seth Fedelin[1] como Pio delos Reyes
- Kyle Echarri[1] como Rafael Advincula

### Reparto secundario
- Sylvia Sanchez[1] como Barang Santisimo
- Eula Valdez[1] como Deborah delos Santos
- Nonie Buencamino[1] como alcalde Simon Advincula
- Mylene Dizon[1] como Eva Valenciano
- Diether Ocampo[1] como capitán Samuel Cordero
- RK Bagatsing[1] como Miguel Advincula
- Enchong Dee[1] como padre Sebastian "Seb" Montes
- Angeline Quinto[1] como Darling Sanchez
- Dominic Ochoa[1] como Tomas delos Reyes
- Matet de León[1] como Rebecca delos Reyes
- Mercedes Cabral[1] como Agatha delos Santos
- Alyanna Ángeles[1] como Sofía D. Cordero
- Soliman Cruz[1] como Caloy Sanchez
- Paolo Gumabao[1] como Máximo Villoria
- Matty Juniosa[1] como Roberto "Bobby"
- Renshi de Guzman como Hans Álvarez
- Raven Rigor como Mateo
- Margaux Montana como Babygirl "Ghie"
- Renz Aguilar

### Invitados
- Dimples Romana[2] como Fatima "Faith" Cruz-Cordero
- Allan Paule como Fidel Alvarez
- Meg Imperial como la joven Deborah
- Jess Mendoza como el joven Simon
- Javi Benítez como el joven Tomas
- Izzy Canillo como el joven Miguel
- Mark Dionisio como Abel
- Anne Feo como Diana
- Christopher De Leon como Elías